# Primer principi de la termodinàmica

Primer principi en una màquina tèrmica

El primer principi de la termodinàmica diu que els sistemes termodinàmics tancats tenen una certa quantitat d'energia interna que només pot variar per aportació o extracció de quantitats d'energia en forma de calor o de treball. Matemàticament:
{\displaystyle \Delta U=q+w}
en què {\displaystyle \Delta U} és la variació d'energia interna, la qual és una propietat extensiva del sistema que és una funció d'estat; {\displaystyle q} la calor aportada al sistema des d'un focus a més temperatura, calent, o extreta d'ell per un focus a menor temperatura, fred (positiu i negatiu respectivament); i {\displaystyle w} el treball extern realitzat sobre el sistema o el treball realitzat pel sistema (positiu i negatiu respectivament). El treball realitzat pel sistema pot ser treball d'expansió d'un gas contra la pressió exterior o treball útil, com ara treball electroquímic. Tant calor com treball no són funcions d'estat, per la qual cosa es representen en minúscules.
Si el sistema és aïllat el principi diu que l'energia interna es conserva:
{\displaystyle \Delta U=0}
Si, com a resultat d'una sèrie de processos (un procés cíclic o simplement un cicle termodinàmic) un sistema torna al seu estat original exacte, la seva energia interna serà la mateixa, perquè és una funció d'estat i {\displaystyle \Delta U=0}, per tant es tendrà la igualtat:
{\displaystyle q=-w}
Aquesta equació és una forma d'expressar la impossibilitat del mòbil perpetu de primera espècie, una màquina que pogués generar treball indefinidament sense aportació d'energia externa, per exemple en forma de calor. Per tant, és impossible obtenir energia d'un sistema sense que aquest minvi la seva energia interna, que és limitada.

## Història
La història del primer principi va lligada a la història de la calor. En el segle XVII l'anglès Francis Bacon (1561–1626), el florentí Galileo Galilei (1564–1642) i l'anglès Robert Hooke (1635–1703) plantejaren la hipòtesi que la calor era una conseqüència del moviment microscòpic de les partícules invisibles que conformen el cos calent. No obstant això, fou impossible descriure i relacionar aquest moviment amb qualsevol quantitat dinàmica newtoniana. A mitjan segle xviii aparegué una segona teoria: que la calor és una substància, el «calòric».

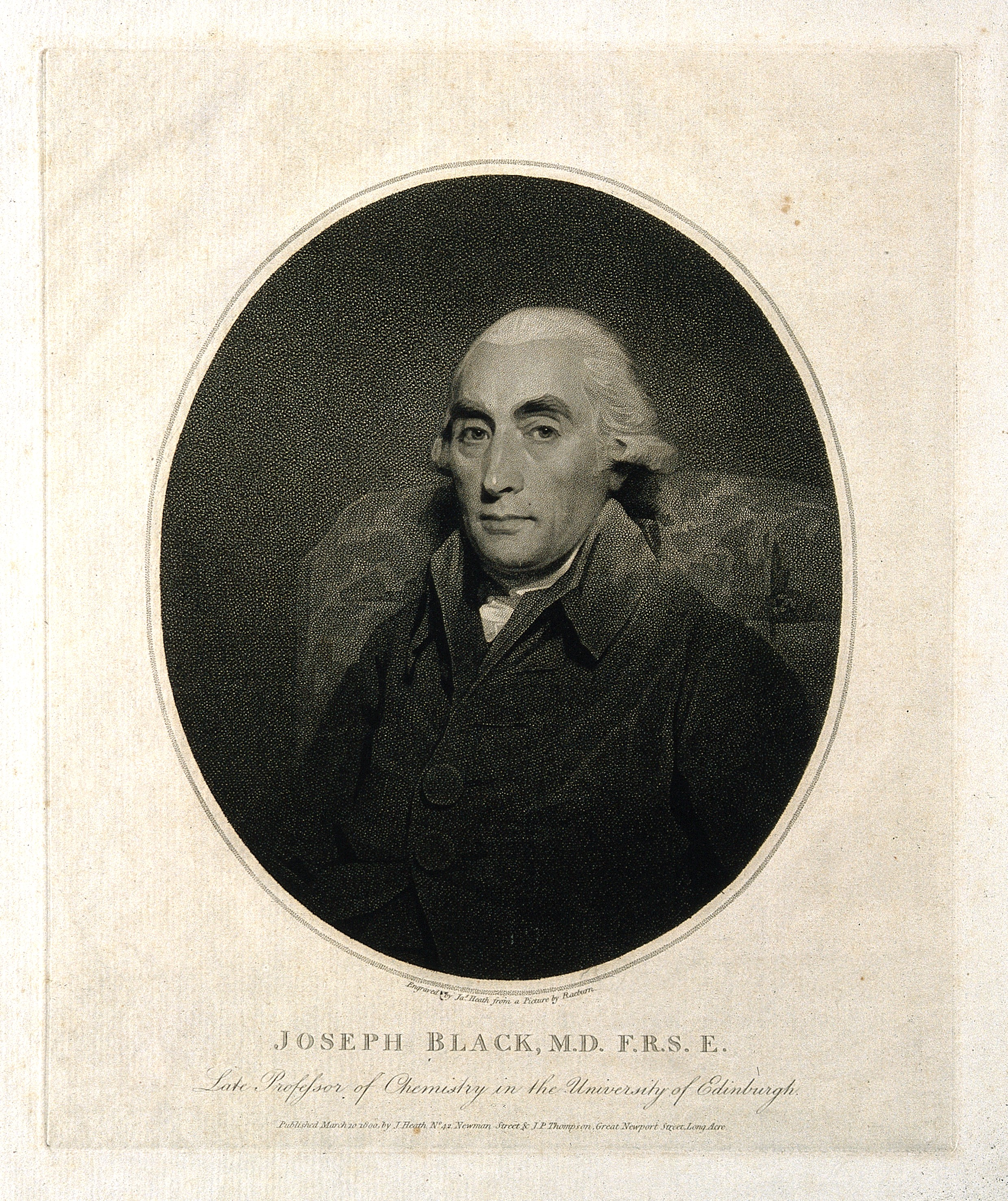
Joseph Black

El químic escocès Joseph Black (1728–1799) fou el primer a fer una distinció entre calor i temperatura, que sovint no es diferenciaven, veient la temperatura com el grau de calor d'un cos, una intensitat. Sabia que el temps necessari per bullir l'aigua depenia de la seva massa; com més massa, més llarg és el temps de calefacció, i més calor cal subministrar. Reconeixent la necessitat de mesures quantitatives de calor, Black dissenyà calorímetres i perfeccionà el mètode de mescles en què dues masses de líquid a temperatures diferents es barregen i assoleixen una temperatura intermèdia final. Repetí aquest procediment amb diferents líquids, masses i temperatures i aquests experiments el conduïren al concepte de capacitat calorífica específica, la quantitat de calor (proporcional al temps d'escalfament) per unitat de massa necessària per elevar la temperatura d'un cos en un grau. Les habilitats experimentals del Black i la seva capacitat analítica també el dugueren a determinar onze calors de fusió. Black interpretà els seus experiments com a prova que la calor era una substància que es conservava; és a dir, en barrejar dos líquids la quantitat de calor perduda per un era igual a la guanyada per l'altre. El 1820, el físic francès Nicolas Clément (1779–1841) definí la caloria com la calor necessària per elevar la temperatura de l'aigua de 13,5 °C a 14,5 °C.
La conservació de la calor estava molt en l'aire al final del segle xviii. El químic francès Antoine L. Lavoisier considerava la calor una substància i l'anomenà «calòric». Com a substància, el calòric era subtil, sense massa, invisible, i no tenia cap relació coneguda amb la mecànica clàssica. El físic nord-americà Benjamin Thompson, Comte Rumford (1753–1814), recuperà la teoria de la calor com a moviment, demostrant que el treball realitzat en el barrinament d'un canó produïa il·limitades quantitats de calor, demostrant així que no tenia massa. I així, a poc a poc, s'abandonà la idea que la calor era una substància.

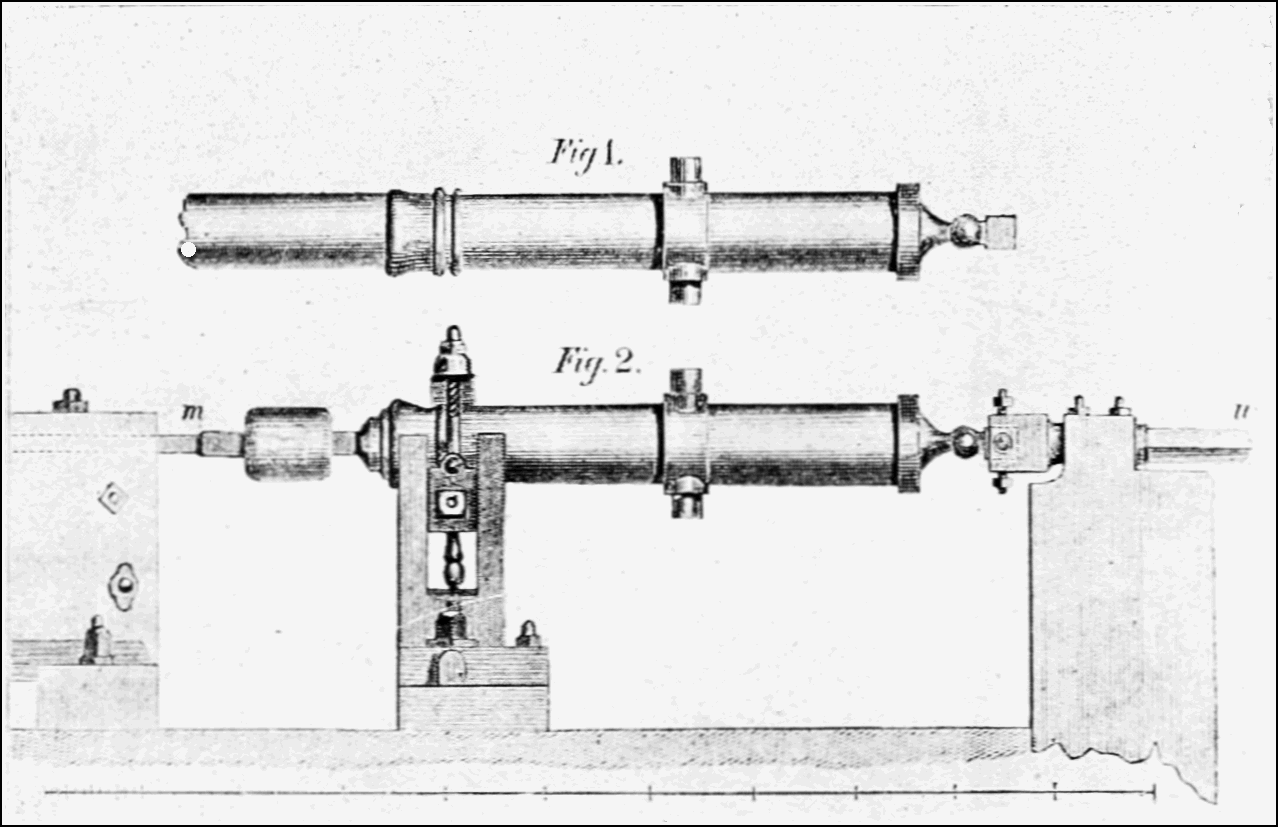
Dibuix d'un canó i la barrina per foradar-lo de l'obra de Sadi Carnot

Després de l'establiment del concepte actual de treball realitzat per un grup d'enginyers francesos entre els quals figuren Claude-Louis Navier (1785–1836), Gaspard Gustave de Coriolis (1792–1843) i Jean-Victor Poncelet (1788–1867), la principal preocupació fou saber què era la calor, per a aprofitar-la per obtenir treball. Així, el físic francès Sadi Carnot (1796–1832) publicà en 1824 el treball, Réflexions sur la puissance motrice du feu et sur les machines propres à développer cette puissance, on tractà de millorar el rendiment de la «potència motriu del foc» en les màquines tèrmiques. En aquest treball parla de la «calor» quan es refereix al procés de transferència d'energia tèrmica d'un cos a un altre que estan a diferent temperatura. En canvi, reserva la paraula «calòric» per a designar al que avui denominem «energia interna» del sistema material. Aquesta última idea significava acceptar que la calor està associada al moviment de les partícules inherent al model corpuscular de la matèria. No obstant això, Carnot partí de la teoria del calòric per a arribar a l'expressió del rendiment de les màquines tèrmiques. El teorema de Carnot expressa que el treball màxim realitzat per una màquina tèrmica és funció de la quantitat de calor i de les temperatures del focus calent i del fred entre els quals treballava la màquina. La calor intercanviada entre els dos focus s'aprofitava per a produir treball i la quantitat de calor que passa d'un focus a l'altre es manté constant.

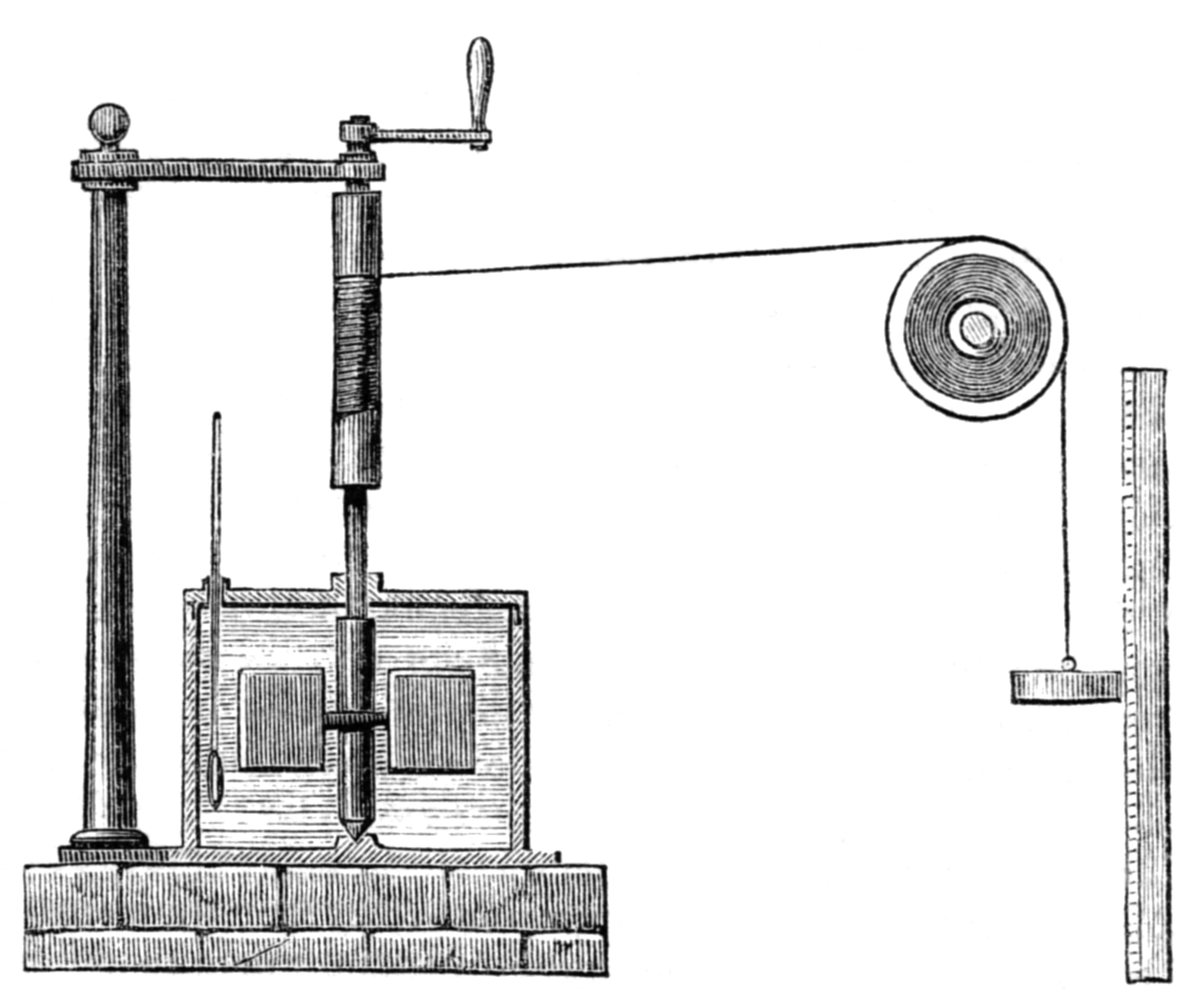
Gravat de l'aparell de James P. Joule per mesurar l'equivalent mecànic de la calor, en el qual l'energia potencial d'altitud del pes de la dreta es converteix en calor a l'esquerra, a través de l'agitació de l'aigua.

És a principis dels anys 1840 quan l'escocès James Prescott Joule (1818–1889) i l'alemany Julius Robert von Mayer (1814–1878) establiren una relació quantitativa d'equivalència entre el treball i la calor, i començà a introduir-se el concepte d'energia diferenciant-lo de força i a abandonar-se el model del calòric. La principal obra de Mayer, Bemerkungen über die Kräfte der unbelebten Natur (Comentaris sobre les forces de naturalesa inorgànica) tenia com a objectiu explicar per què la calor específica a volum constant dels gasos era menor que la calor específica a pressió constant. Aquesta explicació consistia a acceptar que en l'expansió tèrmica d'un gas a pressió constant, la calor subministrada en excés es convertia en treball fet pel gas en expansionar-se contra la pressió atmosfèrica. Basant-se en aquesta relació Mayer obtingué el 1840 un valor de l'equivalent mecànic de la calor que resultà molt semblant a l'obtingut posteriorment per Joule per diferents mètodes elèctrics i mecànics (1843).
És en aquesta dècada de 1840 quan la ciència derivà per primera vegada, de la relació entre treball i calor, el concepte d'energia com una funció general dels sistemes que els permet fer treball. Definició limitada, d'entrada, a la «força viva» (energia cinètica) i als canvis mecànics i que, anirà evolucionant fins a arribar a definir-la com la capacitat dels sistemes per a fer transformacions —en particular, fent treball i/o transferint calor— segons el primer principi de la termodinàmica. El concepte energia es convertí en estructurant perquè serveix per a explicar, en general, les diferents interaccions que s'havien anat introduint per les diferents ciències (mecànica, electricitat, magnetisme i química) i qualsevol classe de canvi.
El 1849, William Thomson, lord Kelvin (1824–1907), mostrà la contradicció entre els resultats exposats per Carnot i els donats per Joule. Aquest demostrava que la calor es podia produir de manera inesgotable fent un treball de fricció i que per tant l'energia es degradava, mentre que Carnot suposava que el calòric sempre es conservava. En el fons, s'estava plantejant el conflicte entre la teoria del calòric, en la qual es basava Carnot i la teoria cinètica de la calor, defensada per Joule i els científics contemporanis.

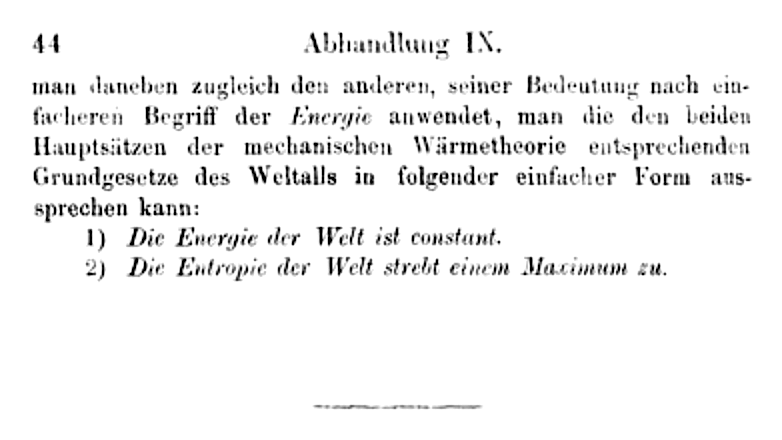
Enunciats del primer i segon principi de la termodinàmica de Clausius.

A partir del 1850 i durant els següents quinze anys el físic alemany Rudolf Clausius (1822–1888) publicà, a la revista Poggendorffs Annalen, nou memòries sobre diversos aspectes del poder motor de la calor, centrant-se en la modificació del primer teorema fonamental. Amb la nova teoria atòmica de Dalton s'havia fet més acceptable la idea de considerar la calor com una forma d'energia, com l'energia cinètica associada al moviment de les molècules de la matèria. Així, en la seva memòria publicada el 1850 Ueber die bewegende Kraft der Wärme und die Gesetze, welche sich daraus für die Wärme-lehre selbst ableiten lassen (Sobre el poder del moviment de la calor i les lleis que se'n poden derivar per a l'ensenyament de la calor en si), Clausius analitzà la relació entre el treball i la calor realitzada sobre un sistema i com és necessari introduir el concepte d'energia interna que serà la que variarà en aquestes interaccions mecànica i tèrmica entre aquest sistema i un altre extern. Aquesta relació la considerà la primera llei de la calor. Així doncs, els resultats de l'estudi de Carnot es consideraran vàlids però modificant la hipòtesi de la conservació del calòric pel principi de conservació de l'energia total en un sistema aïllat.

## Enunciat revisat conceptualment, segons el plantejament mecànic
L'enunciat revisat de la primera llei postula que el canvi en l'energia interna d'un sistema degut a qualsevol procés arbitrari, que parteix del sistema en un estat termodinàmic inicial donat i el transfoorma en un estat d'equilibri termodinàmic, es pot determinar a partir de l'existència física, per aquests estats donats, d'un procés de referència que es desenvolupa purament a partir de estadis de treball adiabàtic.
L'enunciat revisat és llavors
Donat un sistema tancat, en qualsevol procés d'interès arbitrari que va d'un estat inicial a un estat final d'equilibri termodinàmic intern, l'increment d'energia interna és el mateix que el d'un procés de treball adiabàtic de referència que enllaça aquests dos estats. Això és així independentment del camí que segueixi el procés d'interès, i independentment de si el procés és o no adiabàtic. Es pot triar el procés de treball adiabàtic de referència arbitràriament d'entre la classe de tals processos.
Aquest enunciat està més allunyat de la base empírica que els enunciats originals, però sovint es considera conceptualment parsimoniós ja que recau en els conceptes de treball adiabàtic i de processos no adiabàtics, i no en els conceptes d'energia com a calor i de temperatura empírica que es pressuposen en els enunciats originals. Àmpliament a través de la influència de Max Born, es considera teòricament preferible atesa la seva parsimónia conceptual. Born va observar particularment l'enunciat revisat evita pensar en termes del que ell anomena el concepte "importat de l'enginyeria" de motors de calor.
Basant el seu reaonament en el plantejament mecànic, Born l'any 1921, i un altre cop l'any 1949, va proposar revisar la definició de calor. En particular, va citar l'obra de Constantin Carathéodory, que l'any 1909 havia afirmat la primera llei de la termodinàmica sense definir la calor. La definició de Born era específicament per quan es produeix transferència d'energia sense que hi hagi transferència de matèria, i ha estat àmpliament seguida en llibres de text (en són exemples:). Born va observar que una transferència de matèria entre dos sistemes ve acompanyada d'una transferència d'energia interna que no es pot dividir en components de calor i treball. Hi poden haver camins a altres sistemes, separats espaialment de la transferència de matèria, que permeten que hi hagi transferència de calor i treball independent de i simultània a la transferència de matèria. En tals transferències, es conserva l'energia.

## Màquines tèrmiques cícliques
Una màquina tèrmica funciona de manera cíclica. Com que l'energia interna {\displaystyle \,U} és una funció d'estat, la seva variació en un cicle és igual a {\displaystyle 0}. Per tant, si la màquina rep una calor {\displaystyle q_{c}} d'una font calenta a temperatura {\displaystyle \,T_{c}} i dona una calor {\displaystyle q_{f}} a una font freda {\displaystyle \,T_{f}} realitzant un treball {\displaystyle w}, tenim:
{\displaystyle q_{c}=w+q_{f}}
Com que el rendiment {\displaystyle \,\eta } és el quocient entre l'energia obtinguda de manera útil {\displaystyle w} i l'energia que hem aportat {\displaystyle q_{h}}:
{\displaystyle \eta ={\frac {w}{q_{c}}}={\frac {q_{c}-q_{f}}{q_{c}}}=1-{\frac {q_{f}}{q_{c}}}}